# Војтех Замаровски
Војтех Замаровски (5. октобар 1919, Тренчин – † 26. јул 2006, Праг) био је словачки аутор литературе о књижевности посвећен најстаријој историји човечанства. На крају свог живота живео је у Прагу.

## Биографија
Војтех Замаровски потиче из старе породице из Замаровце близу Тренчина. Његов отац био је димњачар, али био је и председник Окружне трговачке заједнице у Тренчину. Школовао се у гимназији у Тренчину, након матуре 1938. године одлази у Праг на студије на Универзитету бизниса, а годину дана касније завршава Правни факултет словачког универзитета у Братислави (дипломирао је 1943). Живео је у Братислави и у Прагу. Био је члан академског клуба (Hlinkova slovenská ľudová strana) Хлинкове словачке народне партије.
По завршетку студија радио је у Словачкој народној банци у Братислави, а од 1946. у Уреду председништва владе у Прагу; од 1951. у Државном уреду за планирање. Године 1953, из политичких разлога, морао је да поднесе оставку а потом се запослио као административни радник у издавачкој кући (Државна издавачка кућа прелепе књижевности) у Прагу, и тада је почео да преводи стручне текстове и фикцију. После 1956. године посветио се само превођењу, а онда потом писању и објављивању сопствених дела.
Његов први посао био је професионални економски радник, потом је писао чланке, критике и студије. Његова прва књига заснована је на иницијативи издавача Mladé letá као историјски путопис кроз Месопотамију, древни Египат и Грчку. Захваљујући његовом озбиљном проучавању уметничких споменика и грађевина, постепено су се стварала дела и остали историјски текстови намењени за наставу о древним културама. Замаровски је тиме покренуо нови жанр у словачкој књижевности, бавио се и фикцијом. У својим радовима писао је више о пореклу самих историјских споменика него што је нудио само њихов суви опис, постављао је већи нагласак на естетски аспект него на когнитивни аспект својих књига. Поред писања о архитектонским и уметничким делима, посветио се и античкој митологији, повести открића и животној причи археолога (Хајнриха Шлимана). Поред занимљивих епизода из историје и атрактивних прича, свака од његових књига доноси богатство историјских чињеница направљених са много вештине, па чак и мноштво сувих чињенице које постају занимљива историја у његовим делима. Поред свог рада, радио је и на преводима са енглеског, француског, латинског и немачког језика и радио је и на неколико телевизијских документараца о антици. Написао је 14 књига (осим прве, која је написана на словачком и чешком језику) његове књиге су преведене на петнаест језика и продате у укупно више од два милиона примерака, а његов рад постао је најпознатији популарни рад о древној историји не само на словачком и чешком језику. Његове књиге „Грчко чудо“ и „Јунаци античких митова“ преведене су на српски и хрватски језик и постале су врло популарни прегледи и детаљни уводи у античку историју и културе, доживеле су више издања.
У јулу 2007. године објављен је чланак у дневнику МСП-а, у којем је Замаровски оптужен за дугорочну сарадњу са Štátna bezpečnosť (скр. ŠtB : Државна безбедност, државна политичка тајна служба Министарства унутрашњих послова Чехословачке Социјалистичке Републике у Чешко-Словачкој Републици у послератном периоду). Војтех је (од 1962. под именом Бело, а од 1977. под именом Веил), био сарадник Службе. Поред тога, је 1944. године након избијања (Slovenské národné povstanie alebo : Словачког националног устанка или СНП - оружани устанак отпора словачких патриота током Другог светског рата против уласка немачког Вермахта на територију Словачке Републике) ушао у снаге хитних служби савезничке гарде.
Војтех Замаровски је добитник више награда а најзначајнија је проглашење за почасног амбасадора Хеленизма из 2006. године, коју му је доделила префектура града Атине. Први председник Словачке Републике Михал Ковач му је 1996. године доделио државну медаљу Орден Лудовит Штур II класе. Председник Иван Гашпарович му је 2006. године доделио државну медаљу Орден Лудовит Штур, I класе, in memoriam.
Словачка телевизија је 1995. године снимила документарни филм о Војтеху Замаровском у оквиру серије „Портрети - Војтех Замаровскы“ према сценарију Драхослава Мацхале у режији Федора Бартка. Филм је награђен наградом – „Телемуса“.
Последње године живота Замаровски је провео у Прагу оболео од Паркинсонове болести.
Преминуо је у Прагу 26. јула 2006, након што је био два месеца у коми.
Књижара у Братислави је названа по њему.